# Butterbrot

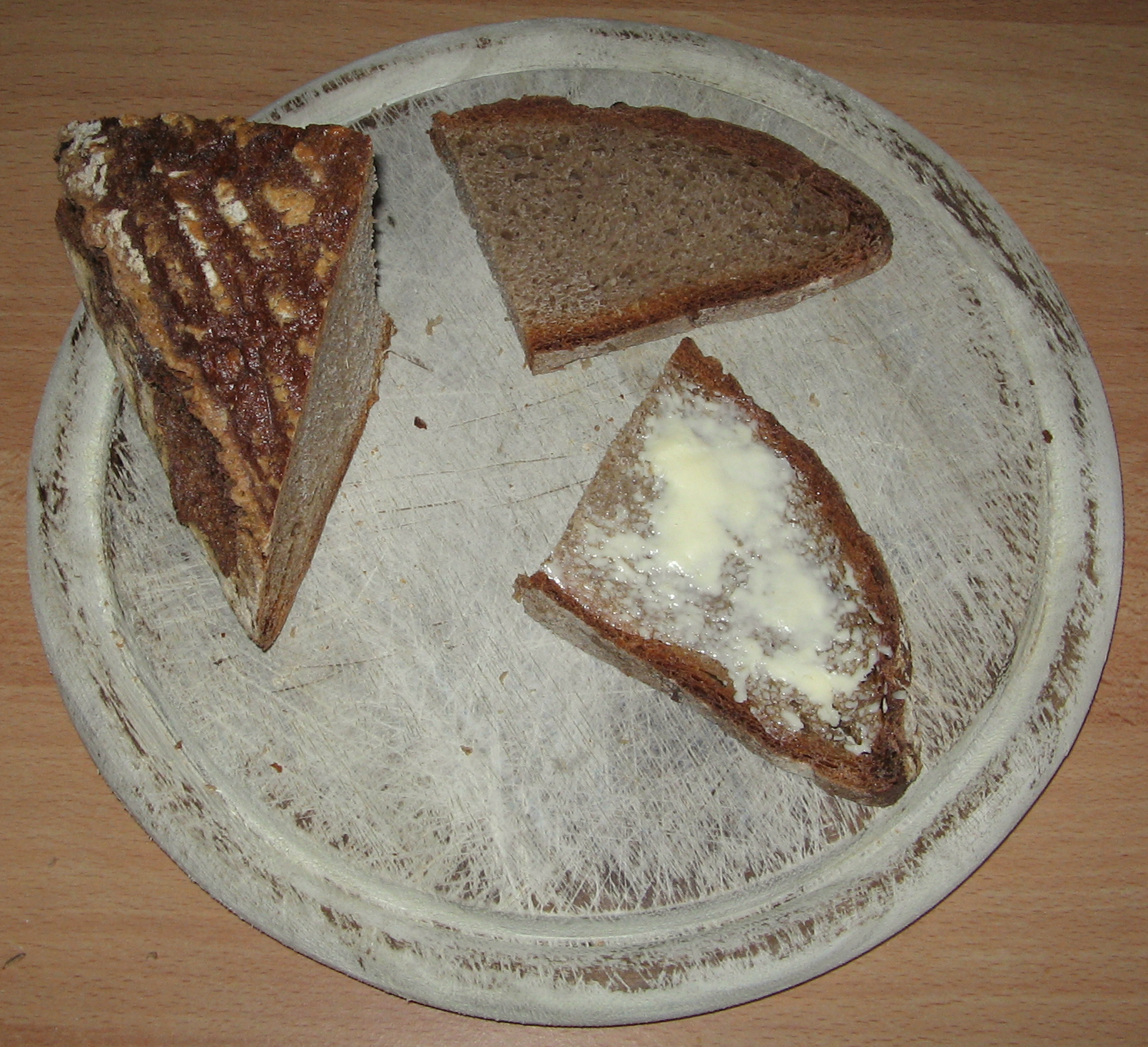
Butterbrot

Ein Butterbrot ist eine mit Butter bestrichene Scheibe Brot. Regional werden auch belegte Brote im Allgemeinen oder zwei zusammengeklappte Brotscheiben mit dem Belag dazwischen als Butterbrote bezeichnet.

## Herkunft, Abgrenzung und Verbreitung
Für das klassische Butterbrot kann ein Ursprung im deutschen Kulturkreis angenommen werden. Johann Wolfgang von Goethe ließ seinen Werther davon berichten, dass er mit einigen Kindern „das Butterbrod und die saure Milch teilte“. Dessen Aussehen ist nicht weiter ausgeführt. Der Kontext lässt auf eine einfache Abendmahlzeit schließen. Das Banale und Kärgliche des einfachen Butterbrots ist auch in Redensarten erhalten wie „für ein Butterbrot arbeiten“ (= unterbezahlt sein) oder „etwas für ein Butterbrot bekommen“ (= billig erstehen).
Der Volkskundler Günter Wiegelmann erwähnt in seinem Forschungswerk Alltags- und Festspeisen in Mitteleuropa: Innovationen, Strukturen und Regionen vom späten Mittelalter bis zum 20. Jahrhundert, dass Martin Luther bereits 1525 eine „Putterpomme“ (Butterbemme) als „gute Kindernahrung“ beschreibt. (Nach anderer Quelle erwähnte Luther in einem Brief die „Butterpomme“ als „beliebte Kindernahrung“.) Der Maler Pieter Bruegel zeigt auf seinem 1568 entstandenen Gemälde Die Bauernhochzeit das erste „Butterbrot-Bild“, ein Kind mit einem angebissenen Butterbrot im Schoß liegend.

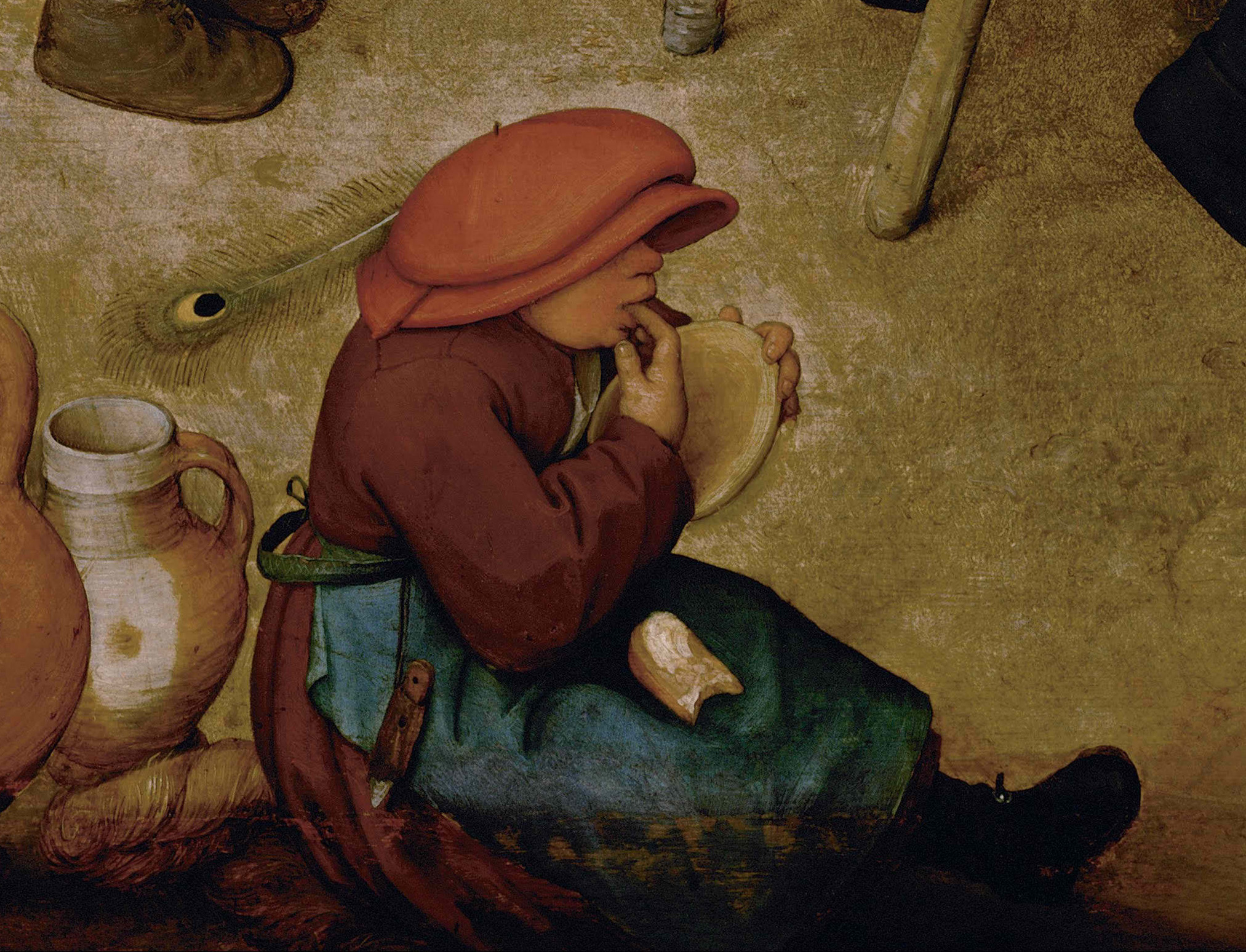
Kind mit Butterbrot auf dem Schoß (Ausschnitt aus Pieter Bruegels Gemälde Die Bauernhochzeit, etwa 1568)

Das De-Gruyter-Variantenwörterbuch erwähnt in diesem Zusammenhang auch die Bezeichnungen Bemme (obersächsisch), Kniffte (Ruhrdeutsch), Schnitte und Stulle (nordostdeutsch, berlinerisch). Im nördlichen Rheinland, am Niederrhein und im Ruhrgebiet ist auch die Bezeichnung Bütterken gebräuchlich. Im Saarland gibt es die Butterschmier (oder Butterschmeer), die mit Salz, Zucker, Kakao oder Fenner Harz (Zuckerrübensirup) gegessen wird. Regionale Bezeichnungen im Siegerland und im Wittgensteiner Raum sind Donge oder Dong, im Erzgebirge auch Fieze. Der Österreicher verwendet es zur Jause oder – wie auch der Süddeutsche und Südtiroler – zur Brotzeit und zur Vesper.
Varianten sind das Klappbrot, die Klappstulle und das Sandwich.
Die Grenze des Hauptverbreitungsgebiets fällt im Westen und Süden weitgehend mit der germanisch-romanischen Sprachgrenze zusammen. Die Verwendung von Butterbrot ist auf jene geographischen Räume konzentriert, die unter Verwendung von Sauerteig vorwiegend Graubrot herstellen (im Gegensatz zum sonst verbreiteten Fladenbrot und Baguette). Dazu gehören auch die Niederlande. Das Lehnwort boterham ist verwandt mit dem ripuarischen botteramm und bezeichnet – ebenso wie sein Pendant im Rheinland – ein Brot mit Aufschnitt.
Dubbel, das (Pl. Dubbels), steht für eine spezielle Form des Butterbrotes. In der Regel bezeichnet es zwei Scheiben Brot, die belegt und aufeinandergelegt sind. Meist sind diese mittig durchgeschnitten. Das Wort leitet sich der regionalen Bezeichnung für doppelt (niederrheinisch, seit 15. Jh.) ab. Das Dubbel war vor allem im Bergbau beliebt, da auf ein zusammengeklapptes Brot nicht so viel Kohlenstaub kam.
In Ländern, die kein klassisches Butterbrot auf Graubrot-Basis kennen, fallen die Übersetzungen hingegen paraphrasierend aus und denotieren etwas Anderes. Die mediterranen Umschreibungen (italienisch pane imburrato, spanisch pan con mantequilla) entwickeln die Vorstellung von Weißbrot, das vor den Hauptmahlzeiten zusammen mit Butter gereicht wird.
Beim dänischen Smørrebrød ist die Etymologie nur scheinbar identisch, die Entstehungsgeschichte im 19. Jahrhundert jedoch eine ganz andere. Der üppige und in fantasievollen Kombinationen gestaltete Belag hat in diesem Fall Vorrang vor der Unterlage, die gleichermaßen helles oder dunkles Brot sein kann.
In der russischen Sprache hat das Wort Butterbrot als Lehnwort aus dem Deutschen Eingang gefunden, siehe Deutsche Wörter im Russischen. Dort versteht man unter einem бутерброд (buterbrod) ein geschmackvoll belegtes Brot, wobei hierfür nicht unbedingt Butter verwendet wird. So ist бутерброд с маслом („Buterbrod mit Butter“) im Russischen kein Pleonasmus. Die russische Küche hat unter diesem Begriff eine eigene Sandwich-Tradition hervorgebracht.

## Verzehrgewohnheiten, Butterbrot-Zubereitungen mit Belag

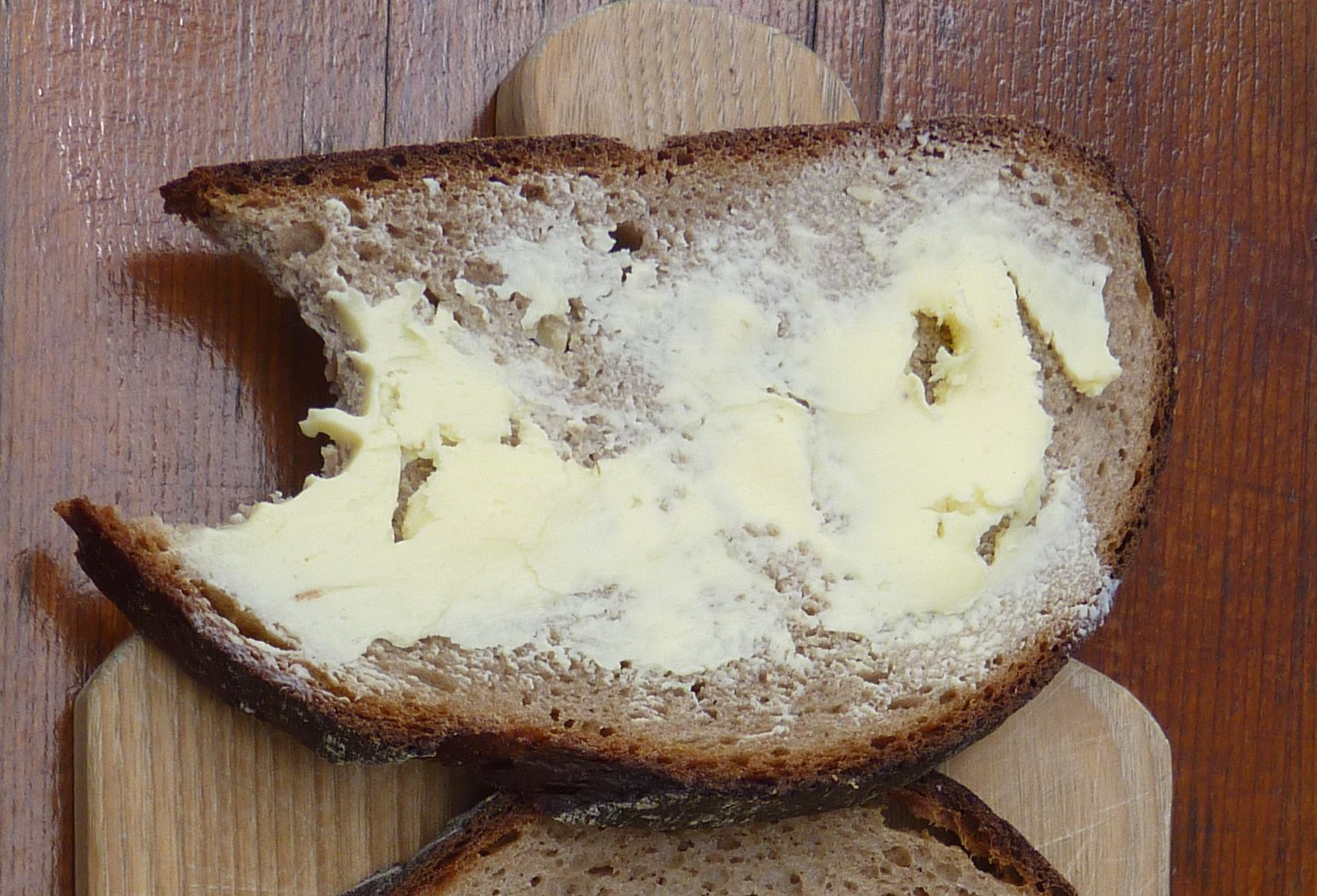
Angebissenes Butterbrot

Das deutsche Butterbrot gab und gibt es traditionell zum Frühstück (zum Abbeißen) und zum bürgerlichen Abendbrot als Grundlage zu Wurst, Käse oder zum Abbeißen mit Handkäs mit Musik. Zusammengeklappt eignet es sich als Proviant für Wanderer und als Pausenbrot für die arbeitende Bevölkerung und für Schulkinder.
In der Nachkriegszeit erfuhr es als Hasenbrot einen Bedeutungswandel: Nach dem Zweiten Weltkrieg zu Beginn der 1950er-Jahre bekam der Ernährer der Familie oft die besten Stücke der rationierten Nahrung – so auch Wurstbrote – als Verpflegung auf die Arbeit mit. Wenn der Vater es nicht gegessen hatte, durften es die Kinder am Abend verspeisen.

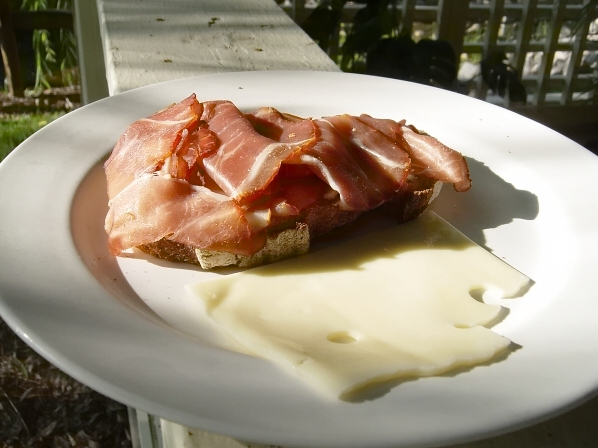
Ein als Schinkenbrot belegtes Butterbrot (hier mit einer Scheibe Käse als Beilage)

Oft wird das Butterbrot mit weiteren Belägen verzehrt, z. B. als Käsebrot, Schinkenbrot, Wurstbrot oder mit Marmelade. Käse- und Schinkenbrote werden auch in Gaststätten und Kneipen mit deutscher Küche oder Hausmannskost, in Biergärten und bewirtschafteten Schutzhütten angeboten. Der Übergang zu Zwischenmahlzeiten, wie Brotzeit oder Jausenbrot ist fließend. Warm zubereitete Gerichte wie Halligbrot, Restaurationsbrot, Strammer Max oder Toast Hawaii zählen nicht mehr zum Butterbrot.
Seit Toastbrot, Müsli und Cornflakes in Deutschland an Beliebtheit gewinnen, wird das Butterbrot immer mehr vom Frühstückstisch verdrängt. Bei der arbeitenden Bevölkerung ist ein warmes Mittagessen üblich geworden. Zum familiären Abendessen ist das Butterbrot teils noch üblich, teils durch warmes Abendessen ersetzt. Zeitgenössische Kochbücher und Angebote von Cateringdiensten verfeinern belegte Brote für Geschäftsessen und Partys zu Schnittchen und Canapés. In der Naturkost wird das klassische Butterbrot unter den Aspekten Vollwertigkeit und Qualität selbst hergestellten Brotes und artgerechter Tierhaltung thematisiert.

## Fallen eines Butterbrots
Vom Tisch oder aus der Hand fallende Butterbrote landen überdurchschnittlich oft auf der Butterseite. Die Redensart Minister fallen wie die Butterbrote: immer auf die gute Seite erscheint schon Anfang des 19. Jahrhunderts.
Wissenschaftliche Untersuchungen haben gezeigt, dass dies keine verzerrte Wahrnehmung ist oder auf Murphys Gesetz beruht, sondern sich mit der typischen Fallhöhe, der typischen Größe einer Brotscheibe und evtl. mit einem zur Butterseite verschobenen Schwerpunkt erklären lässt. Ein durchschnittlich großes Brot dreht sich beim Fall von normaler Tischhöhe um etwa 180 Grad (halbe Drehung). Werden die Scheiben aus wesentlich größerer Höhe oder hochkant fallen gelassen, kommt es zu anderen Ergebnissen. Auch deutlich kleinere und deutlich größere Scheiben fallen anders.

## Tag des Deutschen Butterbrotes
Von 1999 bis 2008 erklärte die Marketing-Gesellschaft der deutschen Agrarwirtschaft (CMA) den letzten Freitag im September zum Tag des Deutschen Butterbrotes. Insbesondere Bäckereien machten an diesem Tag mit Werbeaktionen rund um Brot auf sich aufmerksam, auf Bahnhöfen verteilte die CMA Gratis-Butterbrote. Im Jahr 2005 etwa lautete das Motto Deutschland macht den Buttertest – weil Geschmack überzeugt und 2006 Butterbrot, Geschmack neu erleben.